# Henry Nicholls (Cricketspieler)
Henry Michael Nicholls (* 15. November 1991 in Christchurch, Neuseeland) ist ein neuseeländischer Cricketspieler, der seit 2015 für die neuseeländische Nationalmannschaft spielt.

## Aktive Karriere

### Anfänge in der Nationalmannschaft
Sein Debüt im nationalen neuseeländischen Cricket gab er in der Saison 2011/12 für Canterbury. In der Folge konnte er vor allem im List-A-Cricket herausragen, so dass er mit seiner Leistung bei der Ford Trophy 2014/15 die Selektoren auf sich aufmerksam machen konnte. So spielte er danach in der neuseeländischen A-Nationalmannschaft und konnte sich dabei für das Nationalteam empfehlen. Sein Debüt in der Nationalmannschaft gab er dann im Dezember 2015 bei einer ODI-Serie gegen Sri Lanka. Daraufhin kam Pakistan nach Neuseeland, bei dem ihm im ersten ODI ein Fifty über 82 Runs gelang, wofür er als Spieler des Spiels ausgezeichnet wurde. Folgender Gegner war Australien, gegen die er in der ODI-Serie mit einem Fifty über 61 Runs eröffnete. Auch gab er bei der Tour sein Debüt im Test-Cricket, wobei ihm in seinem ersten Test ein Half-Century über 59 Runs gelang. Er wurde daraufhin für den ICC World Twenty20 2016 nominiert, gab dort jedoch nur sein Debüt im Twenty20-Cricket gegen Bangladesch. Im Juni erhielt er dann einen zentralen Vertrag mit dem neuseeländischen Verband. Im August reiste er mit dem Team nach Südafrika und erzielte dort im ersten Test ein Fifty über 76 Runs.
Als Bangladesch im Januar 2017 nach Neuseeland kam erreichte er in den beiden Tests jeweils ein Fifty (53 und 98 Runs). Sein erstes Century folgte dann bei der Tour gegen Südafrika im März 2017, als ihm im zweiten Test 118 Runs aus 161 Bällen erzielte. Im September führte er dann eine Tour des A-Teams nach Indien als Kapitän an. Im Dezember 2017 spielte er bei einer Tour gegen die West Indies, bei der er ein Fifty in den Tests (67 Runs) und in der ODI-Serie (83* Runs) erreichte. In der folgenden ODI-Serie gegen pakistan gelangen ihm zwei weitere Fifties (50 und 52* Runs). Daraufhin folgte England als Gegner und nach einem Fifty (55 Runs) in den ODIs, gelang ihm ein Century über 145 Runs aus 268 Bällen im ersten Test. Damit sicherte er sich einen festen Platz im Test-Team.

### Wichtige Stütze im Test- und ODI-Cricket
Gegen Pakistan konnte er im November 2018 in den ersten beiden Tests jeweils ein Fifty (55 und 77 Runs) erreichen, bevor ihm im dritten ein Century über 126* Runs aus 266 Bällen gelang. Damit gewann er in einer Partnerschaft mit Kane Williamson die erste Auswärts-Test-Serie gegen Pakistan seit der Saison 1969/70. Daraufhin kam Sri Lanka nach Neuseeland. Nach einem Fifty im ersten Test (50 Runs), folgte dann ein Century über 162* Runs aus 225 Bällen, womit er zusammen mit dem Partner Tom Latham den Seriensieg sicherte. Auch in der ODI-Serie konnte er ein Centry über 124* Runs aus 80 Bällen erreichen. Zum Abschluss der Saison konnte er gegen Bangladesch erst zwei Fifties (53 und 64 Runs) in den ODIs erreichen, bevor ihm ein Fifty (53 Runs) und ein Century (107 (129) Runs) in der Test-Serie gelang.
Im Sommer war er dann Teil des neuseeländischen Teams beim Cricket World Cup 2019. Dort war er an vier Spielen beteiligt und trotz seines Fifties (55 Runs) im Finale konnte Neuseeland nicht den Titel gewinnen. Der Herbst verlief für ihn dann nicht erfolgreich und nach einem Helm-Treffer von Jofra Archer bei der Tour gegen England musste er auf Grund einer Gehirnerschütterung aussetzen. Im Februar 2020 gelangen ihm bei der ODI-Serie gegen Indien zwei Fifties (78 und 80 Runs), wobei er beim zweiten als Spiler des Spiels ausgezeichnet wurde. In den folgenden Monaten zog er sich eine Wadenverletzung zu, die ihn lange ausfallen ließ. Über einen Einsatz im A-Team konnte er sich dann wieder zurück ins Test-Team arbeiten. Dort konnte er dann im zweiten Test gegen die West Indies ein Century über 174 Runs aus 280 Bällen erreichen, wofür er als Spieler des Spiels ausgezeichnet wurde. Bei der folgenden Test-Serie gegen Pakistan konnte er nach einem Fifty (56 Runs) ein weiteres Century über 157 Runs aus 291 Bällen erzielen.

### Bis heute
Im Sommer 2021 begann er in England mit einem Fifty (61 Runs) im ersten Test. Er war dann Teil des neuseeländischen Teams, dass das Finale der ICC World Test Championship 2019–2021 gegen Indien gewinnen konnte, wobei er dort selbst nicht herausragte. Es sollte bis zum Jahresbeginn 2022 und der Tour gegen Bangladesch dauern, bis er wieder ein Fifty (65 Runs) erzielte. Bei der folgenden Test-Serie gegen Südafrika gelang ihm dann ein Century über 105 Runs aus 163 Bällen. Daraufhin bestritt er nach einem Jahr auch wieder eine ODI-Serie gegen die Niederlande, wobei ihm im ersten Spiel ein Fifty über 57 Runs gelang. Nach einer Wadenverletzung und einer COVID-Infektion zu Beginn des Sommers, erzielte er dann im Juli 2022 ein weiteres Fifty (79 Runs) in Irland. Im März 2023 konnte er im zweiten Test gegen Sri Lanka zusammen mit kane Williamson eine Partnerschaft aufbauen und selbst ein Double-Century über 200* Runs aus 240 Bällen erreichen.